# آبستگمونت
ابستوماند (به آلمانی: Abtsgmünd) یک شهرداری در آلمان است که در بادن-وورتمبرگ واقع شده‌است.

## خواهرخوانده
شهر کستل بولونیسه خواهرخواندهٔ ابستوماند هست.

## نگارخانه

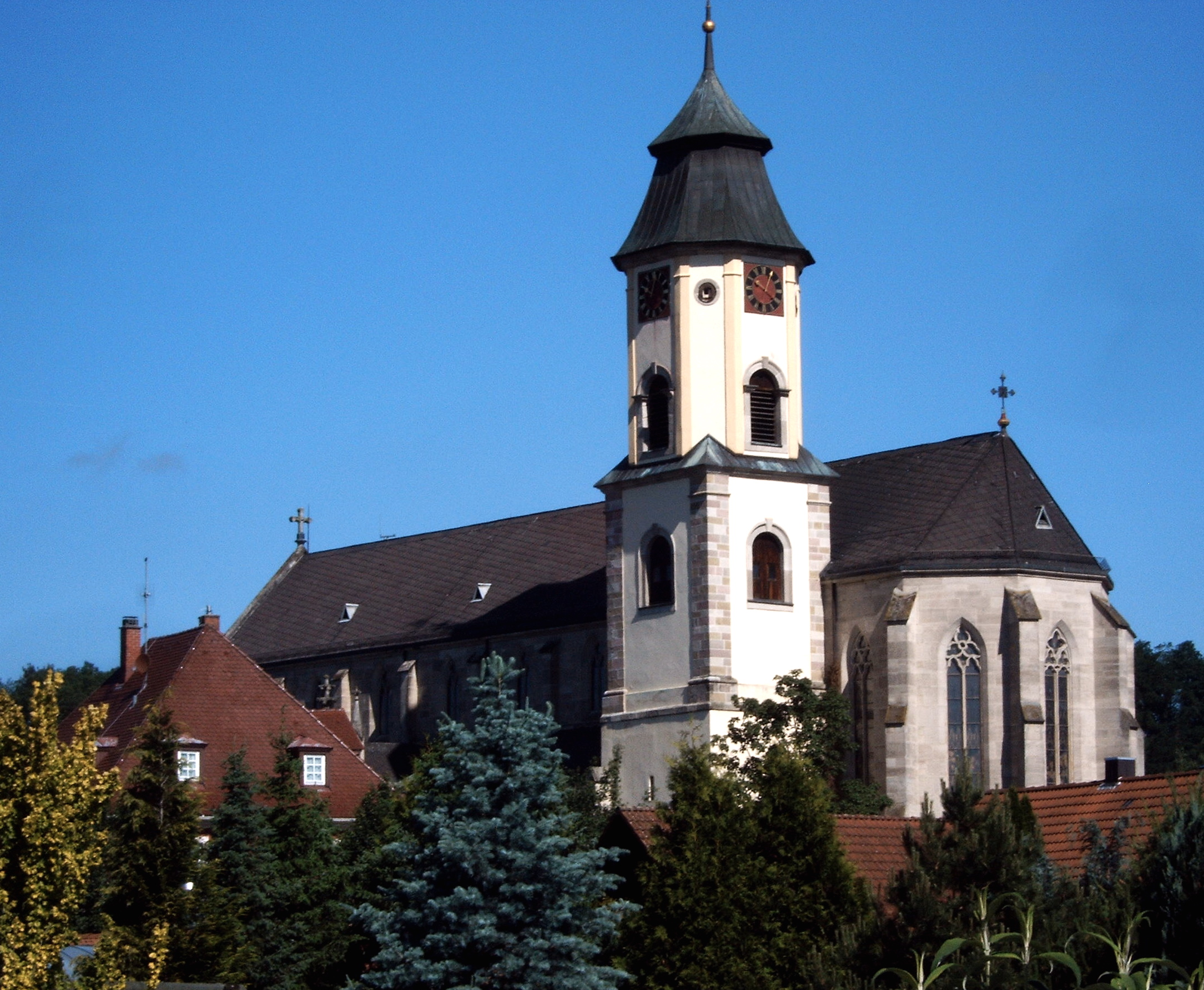